# انتصار الشباب (فلم)
انتصار الشباب هو فيلم موسيقي مصري انتج عام 1941، وهو أول أفلام الشقيقين أسمهان وفريد الأطرش، الذي لحن جميع أغاني الفيلم. قدم فريد الأطرش أوبريت «ليلة في الأندلس» وهو أول أوبريت غنائي عرفته السينما المصرية،[بحاجة لمصدر] وقد قام الشاعر أحمد رامي باقتباس نص الأوبريت الشعري من الأوبرا الشهيرة (حلاق إشبيلية). تكونت أوبريت ليلة في الأندلس من أربعة مشاهد ضمها فصلان وكأنها أوبريت مسرحية وقد صاغ فريد الاطرش الحان الأوبريت من مقام عجم.

## قصة الفيلم
من الشام جاء وحيد (فريد الأطرش) واخته نادية (أسمهان) للبحث عن مستقبلهم الفني بعد فشلهم في بلادهم، وفي القطار يتعرفون على المعلم العتر (عبد الفتاح القصري) الذي يقودهم للسكنى عند ام إسماعيل (ماري منيب) ويجاورون الثلاثي الفني البائس جوز (فؤاد شفيق) ولوز (حسن فايق) وبندق (حسن كامل) والذين يستمعون لغناء وحيد ونادية فيقودونهم إلى كازينو نجوم الليل حيث يقابلون المدير الخواجة بشارة الغندقلي (بشارة واكيم) الذي أعجب بجمال نادية فوافق على تشغيلهم عنده مع الثلاثي جوز ولوز وبندق. ثم جاء محي (أنور وجدي) ابن الباشا وصديقه فوزي (عبد السلام النابلسي) وشاهدوا نادية، وأراد محي مجالستها فرفضت فاشتكى للخواجة بشارة الذي قام بطردهم جميعا، ولما علم محي طلب منه إعادتهم، فذهب إليهم بشارة في منزلهم وطالبهم بالعودة دون مجالسة الزبائن، وأرسل محي إلى نادية وردا فرفضته أيضاً، فزاد إعجابه بها ودعاها للغناء في حفلة أقامها في العزبة وعرض عليها إعجابه وحبه وخطبها وتزوجها وتركت الكازينو فقام الخواجة بشارة بطرد الباقين وانكسرت عليهم أجرة السكن فقامت ام إسماعيل بطرد الجميع. وقرأ وحيد إعلانا عن مطربين جدد للعمل في السينما، فذهب إلى مكتب الأستاذ الموسيقى طه طه (إستفان روستي) الذي لم يحسن استقباله رغم إعجابه به لأنه غار منه وخاف أن يأخذ مكانه فماطله، ولكن تلك الزيارة كانت فاتحة خير عليه، فقد تعرف على إحسان (روحية خالد) شقيقة طه وتبادلا الإعجاب والحب، كما قابل مدير شركة أسطوانات أعجب بصوته فأوصله للغناء في الإذاعة وذاع صيته واستأجر شقة في حي الزمالك وتزوج جوز من ام إسماعيل، وعاشوا جميعا في منزل وحيد يخدمونه. ولما علمت بهية هانم (علوية جميل) ام محي أن شقيق نادية مطرب استاءت بشدة وتغيرت معاملتها لنادية، ولما علمت بهيه هانم أن نادية كانت مطربة سابقة طلبت من ابنها أن يطلقها، فرفض، فطردتهم من بيتها، وفضلت نادية أن تترك محي ليعود إلى أمه، ولكنه سارع وراءها واصطدم بمزلقان السكة الحديد ونقل إلى المستشفى، وزارته نادية وقالت له أن الزوجة تعوض أما الام فلا تعوض وطلبت منه أن يعود إلى أمه، وسمعتها بهية هانم. وذهبت إحسان لمنزل وحيد فقابلتها نادية وأخبرتها أنها زوجته فاستاءت إحسان وسافرت مع شقيقها طه إلى الشام. احتار وحيد كيف ينتج الأوبريت التي ألفها، فقام الثلاثي بخداع الخواجة بشارة وافهماه أن نادية تحبه وأنها سوف تطلب الطلاق من محي، وطلبوا منه أن ينتج الأوبريت لوحيد لكي يكون سكة يتقرب بها من نادية، وبالفعل أنتج الأوبريت ونجح نجاحا كبيراً، وشاهدته بهية هانم وأعادت نادية لزوجها محي كما علمت إحسان الحقيقة وعادت إلى وحيد.

## فريق العمل
إخراج: أحمد بدرخان
تأليف:
- عمر جميعي (قصة)
- أحمد بدرخان (سيناريو)
- بديع خيري (حوار)

إنتاج: أفلام تلحمي (تلحمي اخوان)
بطولة:
- فريد الأطرش (وحيد)
- أسمهان (نادية)
- أنور وجدي (محي)
- بشارة واكيم (بشارة)
- عبد السلام النابلسي (فوزي)
- علوية جميل (بهية هانم)
- إستفان روستي (طه طه)
- فؤاد شفيق (جوز)
- حسن فايق (لوز)
- حسن كامل (بندق)
- روحية خالد (احسان)
- عبد الفتاح القصري (المعلم العتر)
- ثريا فخري
- محمود إسماعيل
- ماري منيب (أم إسماعيل)
- عبد المنعم إسماعيل
- سامية جمال (راقصة)

## أغاني الفيلم
من الحان: فريد الأطرش
- يا بدع الورد (كلمات: حلمي الحكيم)
- ياللي هواك (كلمات: أحمد رامي)
- إيدي في إيدك (كلمات: بيرم التونسي)
- الحب عز وهنا (كلمات: حلمي الحكيم)
- ليالي الأندلس (كلمات: أحمد رامي)
- الشروق والغروب (كلمات: بيرم التونسي)
- صدوك عني العدا (كلمات: بيرم التونسي)
- صوني الخدود (كلمات: بيرم التونسي)
- وحيتاك (كلمات: يوسف بدروس)
- بندوق وجوز ولوز (كلمات: حلمي الحكيم)

## روابط خارجية
- مقالات تستعمل روابط فنية بلا صلة مع ويكي بيانات